# 590335 Mikhailkuzmin
590335 Mikhailkuzmin este o planetă minoră (asteroid) din centura de asteroizi. A fost descoperită pe 3 noiembrie 2011 la  de . 
Obiectul prezintă o orbită caracterizată de o semiaxă mare de 3,0515465181526 UAi, o excentricitate de 0,080817871603965, o înclinație de 11,695064566533 ° în raport cu ecliptica.